# 화성-6형

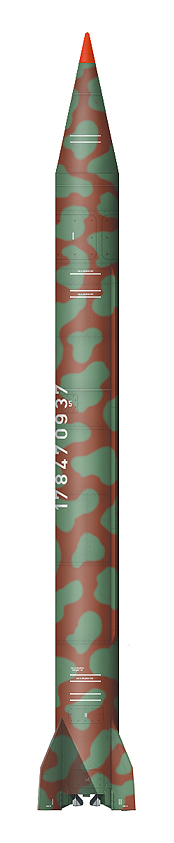

화성 6호는 조선민주주의인민공화국의 Scud-C 단거리 지대지 미사일이다. 화성 5호 또는 R-17 엘브루스(스커드-B) 미사일을 개량한 것이다. 조선민주주의인민공화국은 욤키푸르 전쟁에서 시리아를 돕는 대가로, 1979년 또는 1980년에 스커드-B(R-17 엘브루스)를 시리아로부터 수입했다. 이를 개량한 것이 화성 6호이다.
화성 5호의 사거리 연장은 1988년부터 시작되었다. 사소한 부분만 개량되었으며, 1989년부터 생산되었다.
1990년 6월에 최초로 시험발사되었으며, 그 해 또는 다음 해부터 대량생산이 시작되었다. 이 미사일의 후속기종은 화성-7형(노동 미사일)이다.
화성 6호는 770 kg 의 탄두에 500 km의 사거리를 가졌으며, 유도 시스템이 향상되었다.
이동식 트럭형 발사대인 MAZ-543 TEL의 수입이 어렵자, 조선민주주의인민공화국은 이동식 발사대를 자체 생산했다.
1999년까지 조선민주주의인민공화국은 대략 600기에서 1000기의 화성 6호 미사일을 생산한 것으로 추정된다. 25발은 시험발사되었으며, 300에서 500발은 수출되었다. 300에서 600발 정도가 조선민주주의인민공화국 육군에 배치된 것으로 보인다.
화성 6호는 이란에 수출되어 샤하브-2 미사일로 명명되었다. 시리아에도 수출되어 중국의 지원하에 라이센스 생산을 한다.

## 핵미사일
2011년 10월 19일, 자유선진당 박선영 의원은 북한이 러시아 질 차량에 사거리 500 km인 핵탄도 미사일을 강원도에 실전배치했다는 주장을 하였다. 정확하게 어떤 미사일인지는 밝히지 않았으나, SS-23도 사거리 500 km인 탄도 미사일이다. 스커드C인 화성 6호도 사거리 500 km이다. 액체연료를 사용한다.
- SS-1d Scud-C, 사거리 700 km, 1단 액체연료, 이동식 트럭, 발사중량 6.5톤, 탄두중량 800 kg, 화성 6호
- SS-23 Spider, 사거리 500 km, 1단 고체연료, 이동식 트럭, 발사중량 4.3톤, 탄두중량 450 kg

## 사거리
화성 6호는 사거리 500 km라고 하지만, 이란에 수출된 샤하브 2호는 사거리 300-2000 km라고 알려져 있다.
2016년 9월 5일 북한이 황주 미사일 기지에서 미사일 3발을 발사했다. 6일 동영상을 공개했는데, 이에 대해 스커드인지 노동인지 논란이 있었다. 한국군은 스커드의 직경은 0.88m, 노동은 1.3m으로 본다. 5일 한국군 레이다에 잡힌 미사일 궤적과 속도는 노동이었다. 1000 km를 비행했는데, 스커드는 불가능하다고 보고 있다. 그런데 6일 북한이 공개한 동영상에서는 스커드의 직경 0.88m였다.
이에, 일본 2014년 방위백서는 북한이 사거리 1000 km 스커드를 실전배치했다고 기술했다면서, 이러한 사거리 1000 km 스커드를 발사한 것으로 분석하는 전문가들이 있다. 한국 국방부는 노동을 고수했다가, 전문가들의 새로운 분석에, 재평가를 하고 있다.

## 제원 (샤하브-2)
- 유형: 단거리 지대지 탄도 미사일
- 중량: 6,370-6,500 kg
- 길이: 11.37–12.29 m
- 직경: 0.885 m
- 탄두: 1개
- 엔진: 액체연료
- 사거리: 750 km
- CEP: 50 m

## 사용국가
- 콩고
- 이란 (샤하브-2)
- 미얀마 - 2009년 11개 인도
- 북한 - 600개
- 이집트 - 50개
- 시리아 - 샤하브-2도 함께 사용
- 베트남

### 미확인
- 쿠바
- 수단 - 2004년 시리아에서 스커드D와 함께 인도받음

## 같이 보기
- 이란의 샤하브-1 - 조선민주주의인민공화국의 화성 5호 - 스커드 B 미사일
- 이란의 샤하브-2 - 조선민주주의인민공화국의 화성 6호 - 스커드 C 미사일
- 이란의 샤하브-3 - 조선민주주의인민공화국의 화성 7호 - 노동 1호 미사일
- 이란의 샤하브-4 - 조선민주주의인민공화국의 대포동 2호